# Jenő Szász
Jenő Szász (n. 8 februarie 1969, Gheorgheni) este un politician român de etnie maghiară din Transilvania, de profesie inginer. În anul 1996 a fost ales primar al municipiului Odorheiu Secuiesc din partea UDMR, reales în anul 2000 pe listele aceleiași formațiuni. În anul 2004 a candidat ca independent pentru funcția de primar, fiind ales din primul tur de scrutin cu 51,5% din totalul voturilor. Candidatul UDMR, László Ladányi, a obținut 40,12% din voturi. La alegerile locale din 2008 nu a mai candidat pentru un nou mandat de primar al municipiului Odorheiu Secuiesc.
Din 2004 și până în prezent Jenõ Szász este președintele Uniunii Civice Maghiare. 
În anul 2007 a fost ales membru în comitetul executiv al Federației Române de Fotbal.